# 대한민국-이탈리아 관계
대한민국-이탈리아 관계는 1956년:482 수교한 이후 우호적인 관계가 지속되고 있다. 로마에 주이탈리아 대한민국 대사관(주 몰타·산마리노 대사관 겸임)이, 밀라노에 총영사관이 개설되어 있다. 서울특별시에 주한 이탈리아 대사관이 개설되어 있으며, 현재 주한 이탈리아 대사관은 조선민주주의인민공화국을 겸임하고 있다.
대한민국의 대(對)이탈리아 수출은 41억0749만USD, 이탈리아의 대(對)대한민국 수출은 43억7392만USD(각 2011년)에 달하여, 이탈리아는 대한민국에 있어서 제28위의 수출국이자 제26위의 수입국이다. 모두 4,148 명(재외국민 3,855 명, 시민권자 293 명)의 한민족들이 이탈리아에 거주(2015년 9월 기준)하고 있다.

## 역사
한국과 이탈리아의 첫 접촉은 16세기 말 중국과 일본의 선교사로부터 이루어졌으며 정부 차원에서는 1866년 교역선 피사니호 (Vettor Pisani)가 원산항에 도착하여 양국 수교를 요구한 것이 최초이다. 이후 1884년 주청공사였던 루카를 조선에 파견, 6월 26일부로 조선과 이탈리아 왕국 간에 조이 수호 통상 조약이 체결되어 양국의 국교가 수립되었다. 대한제국 시절이던 1901년 12월 이탈리아 측에서 영사관을 처음 개설하였으며, 이듬해 1902년 카를로 로세티가 1년간 영사에 부임하며 당시 한국과 한양의 풍경을 자세히 기록한 《코레아 에 코레아니》 (Corea e Coreani)를 집필하였다. 1905년 을사조약 체결로 대한제국의 외교권이 일본에 넘어가면서 외교관계가 단절되었다.
이탈리아는 1950년 한국 전쟁 당시 유엔군의 일원으로 의료 및 시설 지원을 하였으며 1956년 외교관계를 재수립하였다. 대한민국과의 협정체결 현황으로 1961년 3월 특허권·상표권 보호에 관한 각서교환, 1965년 3월 무역·문화협정, 1975년 사증 및 사증수수료 면제에 관한 각서 교환, 1982년 5월 경제협력협정에 합의하였다. 이어 1984년 2월 과학 및 기술협력협정, 1989년 1월 투자증진 및 상호보호 협정, 이중과세 및 탈세방지 협약, 2000년 3월 관광협력협정, 2005년 3월 한·이 사회보장협력협정에 합의하였다. 

## 정무
| 대수 | 이 름          | 사진 | 임기              | 비고 |
| ---- | -------------- | ---- | ----------------- | ---- |
| 1    | 김영기(金永琦) |      | 1959. 9 ~ 1960. 9 |      |
| 2    | 이종찬(李鍾贊) |      | 1961. 7 ~ 1967.11 |      |
| 3    | 유재흥(劉載興) |      | 1967.11 ~ 1971. 2 |      |
| 4    | 문덕주(文德周) |      | 1971. 2 ~ 1974.12 |      |
| 5    | 조상호(曺相鎬) |      | 1974.12 ~ 1979. 3 |      |
| 6    | 안광호(安光鎬) |      | 1979. 4 ~ 1982. 9 |      |
| 7    | 지연태(池連泰) |      | 1982. 9 ~ 1985. 1 |      |
| 8    | 이남기(李楠基) |      | 1985. 4 ~ 1989. 2 |      |
| 9    | 김석규(金奭圭) |      | 1989. 2 ~ 1992. 2 |      |
| 10   | 이기주(李祺周) |      | 1992. 2 ~ 1995. 2 |      |
| 11   | 신두병(申斗柄) |      | 1995. 2 ~ 1998. 4 |      |
| 12   | 정태익(鄭泰翼) |      | 1998. 4 ~ 2000. 7 |      |
| 13   | 김석현(金錫鉉) |      | 2000. 7 ~ 2002. 8 |      |
| 14   | 송영오(宋永吾) |      | 2002. 8 ~ 2004. 8 |      |
| 15   | 조영재(曺永載) |      | 2004. 8 ~ 2007. 8 |      |
| 16   | 김중재(金中宰) |      | 2007. 8 ~ 2013. 6 |      |
| 17   | 배재현         |      | 2013. 6 ~ 2015. 4 |      |
| 18   | 이용준         |      | 2015. 4 ~ 2017. 4 |      |
| 19   | 최종현         |      | 2017. 5 ~         |      |

## 교통
| 서울/인천 \|\| align=center\|ICN \|\| align=center\|RKSI \|\| 인천 | ○대한항공(2개) : 로마(피우미치노), 밀라노(말펜사) |

## 같이 보기
- 주한 이탈리아 대사관
- 주이탈리아 대한민국 대사관
- 주밀라노 대한민국 총영사관